# Cutremurul din Oceanul Indian din 2004

Animație care ilustrează propagarea valurilor tsunami în Oceanul Indian

Cutremurul din Oceanul Indian din 2004 a fost un seism submarin cu o magnitudine de 9,0 grade pe scara Richter desfășurat în estul Oceanului Indian pe 26 decembrie 2004 (la 00:58 UTC, sau 07:58 ora locală). Cutremurul, care a avut epicentrul în mare, aproape de coasta nordică a insulei indoneziene Sumatra, a provocat o serie de valuri tsunami care au afectat regiunile costiere ale unui număr de opt țări asiatice și care au cauzat moartea a peste 120.000 de persoane. Acesta a fost al cincilea cel mai puternic cutremur din istoria modernă (de când sunt înregistrate cu ajutorul seismografelor).
Mai multe valuri tsunami au lovit regiunile costiere din Oceanul Indian, devastând regiuni întregi, printre care insula Phuket, Tailanda, Aceh (Indonezia), coasta de est a Sri Lankăi, zonele costiere din statul Tamil Nadu (Indiei) și chiar și locuri mai îndepărtate precum Somalia, care se află la 4.100 km est de epicentru.

## Morți și daune
Numărul de victime confirmate datorate seriilor de tsunami și inundațiilor este de 155.279, iar alte câteva mii de persoane sunt în continuare date dispărute. Peste un milion de gospodării au fost distruse.
Atât guvernele cât și organizațiile guvernamentale se tem de izbucnirea unor epidemii ale unor boli apărute din cauza contaminării apei, cum ar fi holera, dizenteria și malaria, care ar putea dubla numărul de victime. Organizațiile umanitare au anunțat că aproape o treime din victime sunt copii. Acest lucru se datorează natalității ridicate din statele afectate.
Cifra morților este una foarte mare și pentru că au trecut peste 100 de ani de când un tsunami din Oceanul Indian a afectat coastele, fapt pentru care țările afectate nu erau pregătite pentru un astfel de seism și nici populația civilă nu a știut să recunoască semnalele care avertizau cutremurul. Ultimul tsunami apărut în această zonă s-a datorat erupției vulcanului Krakatoa în 1883. De obicei, seisme maritime apar pe coastele "Inelului Focului" din Oceanul Pacific, regiune în care guvernele și populația sunt mai bine pregătite și unde există sisteme de alertă.
În Sri Lanka, Indonezia și Insulele Maldive a fost declarată starea de urgență. Conform Națiunilor Unite, costurile operațiunilor umanitare vor fi cele mai mari din istorie.
Coastele Oceanului Pacific nu au fost afectate.
Pe lângă numărul mare de băștinași, s-au înregistrat victime și dintre turiștii care își petreceau sărbătorile de iarnă în regiune. Pentru mai multe detalii, vezi Alte țări afectate de Cutremurul din Oceanul Indian din 2004.
| Țară               | Morți      | Morți                   | Răniți                 | Dispăruți                                               | Sinistrați                                             |
| Țară               | Confirmate | Estimate                | Răniți                 | Dispăruți                                               | Sinistrați                                             |
| ------------------ | ---------- | ----------------------- | ---------------------- | ------------------------------------------------------- | ------------------------------------------------------ |
| Indonezia          | 94.0811    | ~400.000[nefuncțională] | ~100.000               | —                                                       | —                                                      |
| Sri Lanka          | 46.2252    | —                       | 8.200+                 | 4.000+                                                  | ~1,5 milioane                                          |
| India              | 9.479      | 14.488[nefuncțională]   | —                      | 5.796                                                   | 1.026.028;                                             |
| Tailanda           | 5.0463     |                         | 10.350                 | 3.810 Arhivat în 30 decembrie 2004, la Wayback Machine. | —                                                      |
| Somalia            | 176        | —                       | —                      | —                                                       | 50.000[nefuncțională]                                  |
| Myanmar (Birmania) | 90         | —                       | 45                     | 21                                                      | 5.300 Arhivat în 7 februarie 2005, la Wayback Machine. |
| Malaysia           | 74         | —                       | 299                    | —                                                       | —                                                      |
| Maldive            | 74         | —                       | —                      | 30 Arhivat în 17 iunie 2009, la Wayback Machine.        | 11.000+                                                |
| Seychelles         | 10         | —                       | —                      | —                                                       | —                                                      |
| Tanzania           | 10         | 10+                     | —                      | —                                                       | —                                                      |
| Australia          | 14         |                         | —                      | —                                                       | —                                                      |
| Bangladesh         | 2          | —                       | —                      | —                                                       | —                                                      |
| Africa de Sud      | 2          | —                       | —                      | —                                                       | —                                                      |
| Kenya              | 1          | —                       | —                      | —                                                       | —                                                      |
| Madagascar         | —          | —                       | —                      | —                                                       | 1.000+                                                 |
| Total              | 155.279    | 475.000+                | 510.000[nefuncțională] | —                                                       | 1-5 milioane                                           |

Notă: Toate datele sunt aproximative si se pot schimba in orice moment.

1 Numaratoare oficiala intrerupta datorita haosului din zonele afectate.

2 Inclusiv 18.481 morti din zonele controlate de rebelii tamil

3 Datele includ cel puțin 2.461 străini. 

## Ajutor internațional

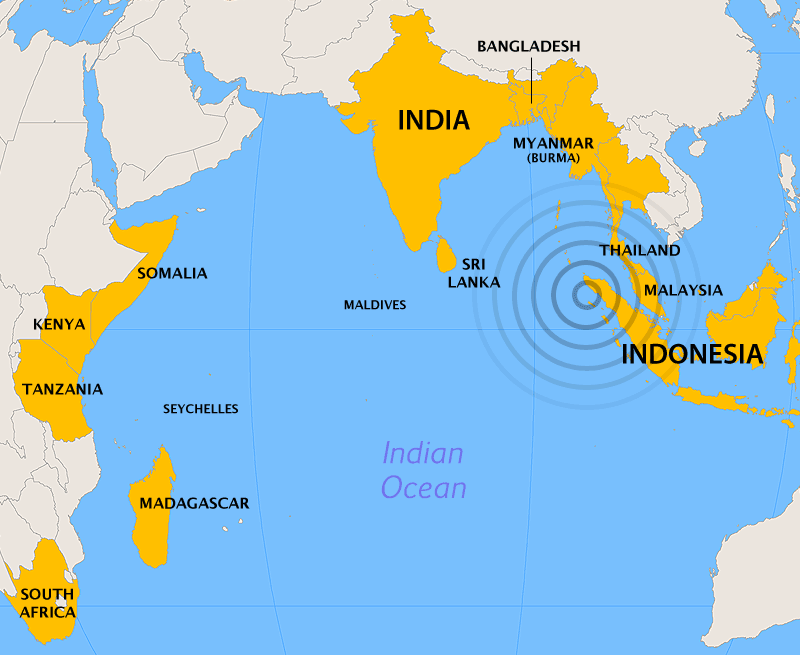
Țări afectate de cutremur și valurile tsunami care au urmat

Guverne și organizații umanitare din întreaga lume încearcă să ofere ajutor și sprijin tehnic pentru cei afectați de cutremurul devastator din Asia de sud.
La Geneva, Federația Internațională a Societăților de Cruce Roșie și Semilună Roșie a strâns circa 6,5 milioane de dolari pentru "ajutor imediat" pentru cei 500.000 de supraviețuitori care se estimează că sunt.
Guvernul australian a decis să realizeze o donație inițială de aproximativ 7,7 milioane de dolari pentru a ajuta la eforturile umanitare, care au fost împărțiți organizaților umanitare internaționale. Ministrul de externe, Alexander Downer, a spus că Australia va trimite și alte ajutoare când se se vor știi mai multe detalii despre necesități.
Comisia Europeană a anunțat că va face o donație de 4 milioane de dolari pentru a ajuta victimele în "necesitățile lor vitale", și că va cere țărilor membre să strângă alte 30 de milioane, bani care vor fi donați ulterior.
Guvernul canadian a trimis un ajutor imediat de un milion de dolari.
Guvernul suedez a strâns fonduri prin intermediul Națiunilor Unite și Crucii Roșii.
România a trimis ajutoare imediate în valoare de 32.000 de Euro, constând în principal în produse farmaceutice.
Este nevoie însă de sume mult mai mari și mult mai mult personal datorită extensiunii daunelor, înregistrate în infrastuctură, alimentarea cu apă și mâncare și turism. Atenție specială este acordată posibilității apariției unor epidemii.

### Imagini și clipuri video
- A 156MB .torrent file (conține câteva clipuri video).
- O colecție de fotografii din Malé, Maldives Arhivat în 16 ianuarie 2005, la Wayback Machine.
- Kalutara, Sri Lanka[nefuncțională]
  imagini din satelitul Quickbird, DigitalGlobe Inc., 26 decembrie
- Banda Aceh, Indonezia Arhivat în 3 ianuarie 2005, la Wayback Machine.  imagini din satekutzk Quickbird, DigitalGlobe Inc., 28 decembrie
- Clip video BBC cu valurile tsunami (necesită codec RealVideo)
- Imagini după distrugerea Insulei Koh Phi Phi
- Imagini și clipuri video după cutremurul din Asia.
- Colecție de fotografii din zonele afectate[nefuncțională]
- Alte fotografii din Malé, Maldive Arhivat în 29 decembrie 2004, la Wayback Machine.
- Valuri tsunami în Penang, Malaysia, imagini filmate pe 26 decembrie. Arhivat în 15 ianuarie 2005, la Wayback Machine.
- Secvență de fotografii ale unui val tsunami inundând un hotel în Phuket, Tailanda.
- Fotografii din Malé, capitala Insulelor Maldive. Arhivat în 2 ianuarie 2005, la Wayback Machine.
- Alte fotografii din Phuket, Tailanda. Arhivat în 1 ianuarie 2005, la Wayback Machine.
- Fotografii și informații din principalele orașe afectate din Tailanda. Arhivat în 1 ianuarie 2005, la Wayback Machine.